# Élections européennes de 1994 en Espagne
Les élections européennes de 1994 eurent lieu en Espagne le 12 juin 1994, afin d'élire les 64 députés européens dans une circonscription unique et au suffrage universel proportionnel de liste, pour la législature 1994-1999.
| Parti | Parti                                                   | Tête de liste   | %     | Élus |
| ----- | ------------------------------------------------------- | --------------- | ----- | ---- |
|       | Parti populaire (PP)                                    | Abel Matutes    | 40,12 | 28   |
|       | Parti socialiste ouvrier espagnol (PSOE)                | Fernando Morán  | 30,79 | 22   |
|       | Gauche unie-Initiative pour la Catalogne Verts (IU-ICV) | Alonso Puerta   | 13,44 | 9    |
|       | Convergence et Union (CiU)                              | Carles Gasòliba | 4,66  | 3    |
|       | Coalition nationaliste                                  | Jon Gangoiti    | 1,91  | 2    |